# Éditions Pix'n Love
 (septembre 2024).
Si vous disposez d'ouvrages ou d'articles de référence ou si vous connaissez des sites web de qualité traitant du thème abordé ici, merci de compléter l'article en donnant les références utiles à sa vérifiabilité et en les liant à la section « Notes et références ».
Les Éditions Pix'n Love sont une maison d'édition française cofondée en 2007 par Florent Gorges, Marc Pétronille et Sébastien Mirc. Elle est spécialisée dans la publication d'ouvrages liés à l'histoire des jeux vidéo. Elle édite des collections originales (Pix'n Love, L'Histoire de Nintendo, Les Cahiers du Jeu Vidéo, Les Grands noms du jeu vidéo, etc.) ainsi que des traductions de collections anglaises ou japonaises. Les Éditions Pix'n Love regroupent un effectif d'environ 50 pigistes et auteurs.

## Historique
À la suite de l'abandon et de l'arrêt du premier magazine français consacré au retrogaming, GameFan, une partie de l'équipe (Florent Gorges et Marc Pétronille) décide de fonder une société proposant une nouvelle façon de concevoir la presse retrogaming. Les deux fondateurs sont rejoints par Sébastien Mirc.
En juillet 2007, ils proposent le premier numéro de leur publication régulière. Avec une ligne éditoriale aussi variée qu'un magazine mais un format et une distribution typiques des livres, Pix'n Love est le premier mook disponible en France,. 
Au départ, l'entreprise choisit le nom de Pixel'Art Editions, mais des problèmes de dépôt légal ne permettent pas son utilisation (cette dénomination n'est plus disponible à l'INPI). Pix'n Love est alors choisi en référence à l'expression peace and love. D'autre part, le premier nom du premier mook s'avère être Retro Pixels, mail il est par la suite modifié en Pix'n Love
Parmi leurs partenaires, on compte les éditeurs japonais Enterbrain et Kōdansha, ainsi que les américains Udon et Dark Horse.

## Collections
- Pix'n Love (mook)
- L'Histoire de Nintendo
- Les Cahiers du Jeu Vidéo
- Les Grands Noms du Jeu Vidéo
- Les Bibles

## Autres publications (toutes collections)
- La Saga des Jeux Vidéo (de Daniel Ichbiah), 2008
- Des Pixels à Hollywood (de Alexis Blanchet), 2010
- L'Histoire de Capcom : 1983-1993 Les Origines (Collectif), à paraître
- L'Histoire de Nintendo ("Vol.1 1889-1980 Des cartes à jouer aux Game and Watch" de Florent Gorges, avec la collaboration de Isao Yamazaki), première édition 2008
- L'Histoire de Nintendo ("Vol.2 1980-1991 L'étonnante invention: les Game and Watch" de Florent Gorges, avec la collaboration de Isao Yamazaki)
- La Révolution PlayStation - Ken Kutaragi (Reiji Asakura)
- La Révolution PlayStation -Les hommes de l'ombre (Ryôji Akagawa)
- Au cœur de la Xbox (Dean Takahashi)
- Pong et la Mondialisation (William Audureau)
- L'Histoire du RPG (Raphaël Lucas)
- La Bible PC Engine ("Vol.1 Les HuCard", ouvrage collectif/forum Necstasy)
- La Bible PC Engine ("Vol.2 Les CD-Roms", ouvrage collectif/forum Necstasy)
- La Bible Nintendo Entertainment System/Famicom (Collectif)
- La Bible Super Nintendo (Collectif)
- La Bible Game Boy (Collectif)
- La Bible Amiga (Collectif)
- PlayStation VS Saturn - La guerre des 32 bits (Collectif)
- Japan Arcade Mania (de Brian Ashcraft et Jean Snow)
- Les Cahiers du Jeu Vidéo (Vol.1 "La Guerre". Coordination éditorial Tony Fortin)
- Les Cahiers du Jeu Vidéo (Vol.2 "Football Stories". Coordination éditorial Tony Fortin)
- Les Cahiers du Jeu Vidéo (Vol.3 "Légendes urbaines". Coordination éditorial Tony Fortin)
- Les Grands Noms du Jeu Vidéo - Vol.1 Autobiographie de Takahashi Meijin
- Les Grands Noms du Jeu Vidéo - Vol.2 Biographie de Michel Ancel (Daniel ichbiah et Sébastien Mirc)
- Les Grands Noms du Jeu Vidéo - Vol.3 Gunpei Yokoi (Takefumi Makino)
- Les Grands Noms du Jeu Vidéo - Vol.4 Biographie de Yoshihisa Kishimoto (Florent Gorges)
- Les Grands Noms du Jeu Vidéo - Vol.5 Autobiographie de Ralph Baer
- Les Grands Noms du Jeu Vidéo - Vol.6 Biographie de Eric Chahi (Daniel Ichbiah)
- Les Grands Noms du Jeu Vidéo - Vol.7 Biographie de Alexey Pajitnov (Daniel Ichbiah)
- Les Grands Noms du Jeu Vidéo - Vol.8 Suda 51 (Florent Gorges & Mehdi Debbabi-Zourgani)
- Sur les Traces de Miyamoto - De Sonobe à Hyrule (William Audureau)
- Yoshitaka Amano - La Biographie (Florent Gorges)
- AHL - Tu l'crois ça ?! (Julien Chièze)
- L'Histoire de Mario Vol. 1 - L’ascension d’une icône (William Audureau)
- La Guerre des Mascottes - L'Histoire de Mario Vol.2 (William Audureau et Oscar Lemaire)
- L'Histoire de Metroid (Christophe Mallet)
- L'Histoire de Rayman (Michaël Guarné)
- L'Histoire de Shenmue (Ramon Mendez et Carlos Ramirez)
- L'Histoire de Tomb Raider (Alexandre Serel)
- L'Histoire de Sonic (Collectif)
- Assassin's Creed - Entre voyages, vérités et complots (Guillaume Delalande)
- Devil May Cry - Une comédie divine (Mehdi El Kanafi et Nicolas Courcier)
- La grande aventure de Pikachu (sous la direction de Joseph Tobin)
- Jacked - L'Histoire officieuse de Grand Theft Auto (David Kushner)
- VGM - Video Game Music (Damien Mecheri)
- OST - Original Sound Tracks (Rémi Lopez)
- Mario Goodies Collection (Mitsugu Kikai)
- Little Big Stories - (Dylan Holmes)
- 100 jeux vidéo, 1000 anecdotes (Arnaud Bonnet)
- Jeuxvideo.com - une odyssée interactive (Sébastien Pissavy)